# Sarcohyla celata
Espèce
Statut de conservation UICN

 NT B1ab (iii) : Quasi menacé
Synonymes
- Hyla celata Toal & Mendelson, 1995
- Plectrohyla celata Faivovich, Haddad, Garcia, Frost, Campbell, and Wheeler, 2005

Sarcohyla celata est une espèce d'amphibiens de la famille des Hylidae.

## Répartition
Cette espèce est endémique de l'État d'Oaxaca au Mexique. Elle se rencontre entre 2 640 et 2 890 m d'altitude dans la sierra Juárez à l'Est de la ville d'Oaxaca de Juárez,.

## Publication originale
- Toal & Mendelson, 1995 : A new species of Hyla (Anura: Hylidae) from cloud forest in Oaxaca, Mexico, with comments on the status of the Hyla bistincta group.  Occasional Papers of the Museum of Natural History, University of Kansas, no 174, p. 1-20 (texte intégral)